# Charles Errard
Charles Errard (Nantes, 1601/1607 - Rome, 25 mei 1689) was een veelzijdige kunstenaar. Hij werkte als uitgever, muurschilder, ontwerper, graveur, architect, etser, schilder, kunstagent en tekenaar.
Errards vader, Charles Errard de Oudere (1570–1628), was ook een kunstschilder. Hij wordt ook daarom wel Charles Errard de Jongere genoemd. Houbraken spelde zijn naam verkeerd als Karel Erpard.
Errard was een kunstenaar van de Franse School. Zijn artistieke opleiding begon aan de Académie Royale de Peinture et de Sculpture in Parijs. Hij was betrokken bij de oprichting van de Académie de France à Rome, waar hij ook als directeur optrad. Errards artistieke carrière bracht hem naar Parijs en Rome, waar hij afwisselend gedurende meerdere periodes actief was. Hij was voornamelijk actief in de historische schilderkunst en ontwierp zowel tapijten als ornamenten.
Hij was de leermeester van onder anderen Louis de Boullogne (II) en Noël Coypel. Hij beïnvloedde ook kunstenaars als Jean-Baptiste Corneille en Louis Ferdinand Elle (I).

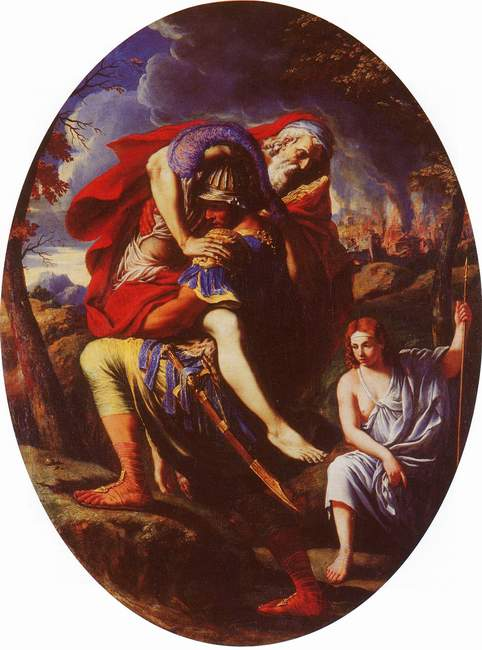
Aeneas draagt Anchises
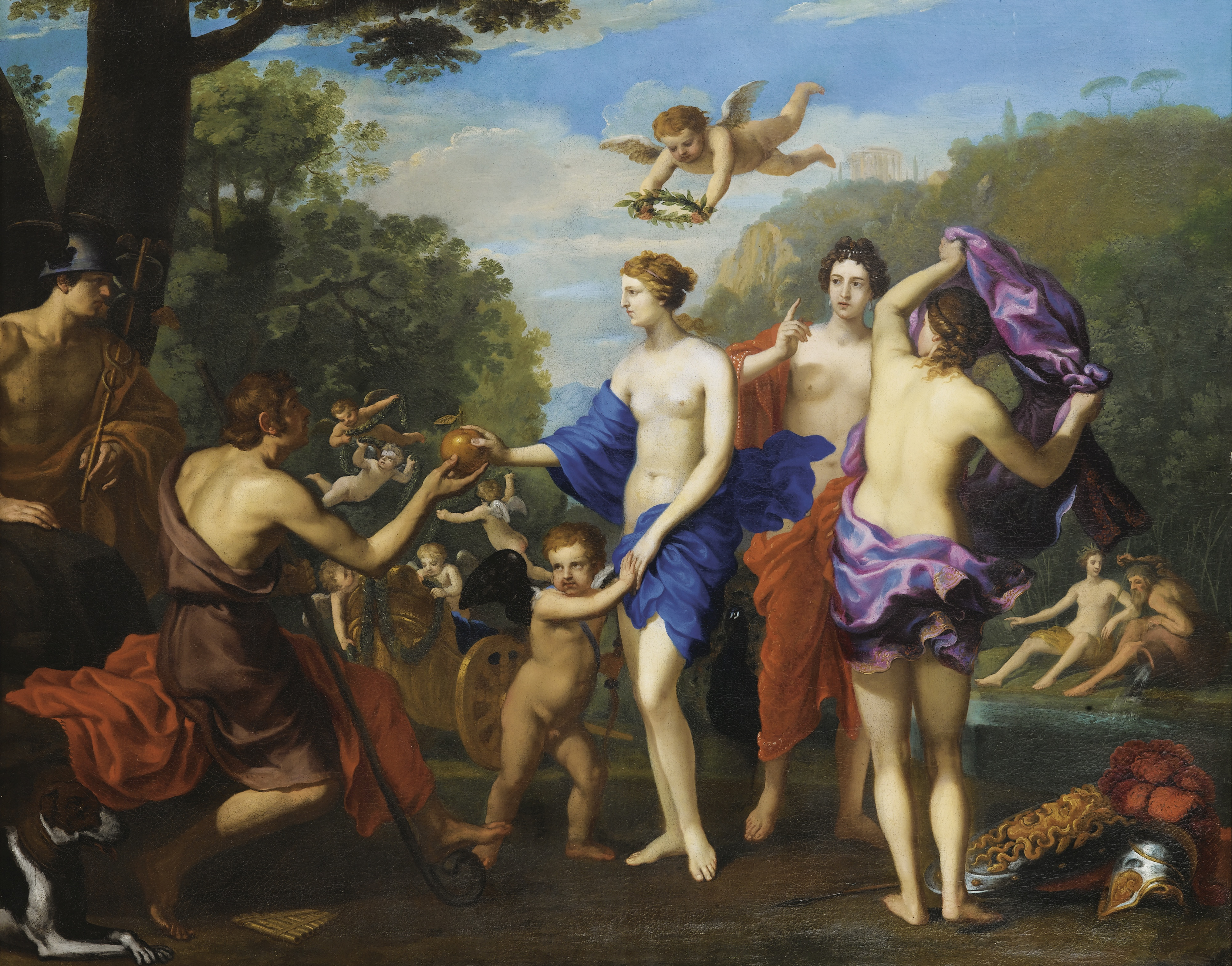
Het oordeel van Paris
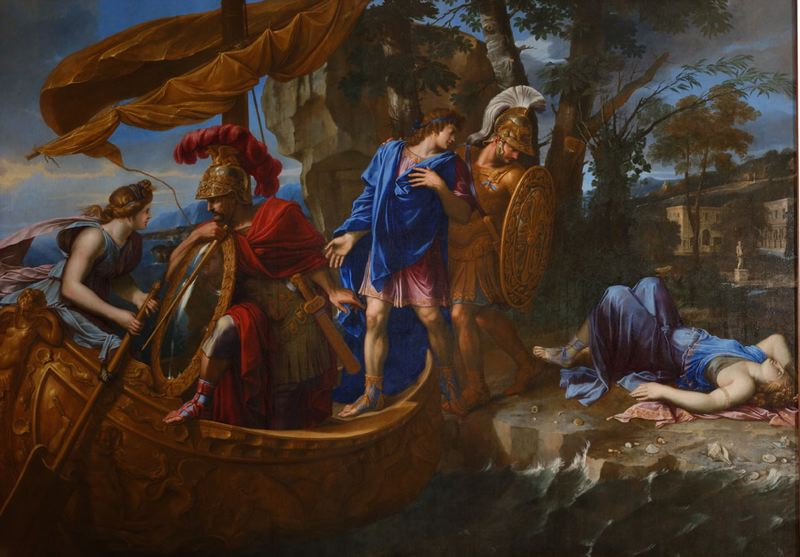
Renaud verlaat Armide

- Biblioteca Nacional de España: XX1097537
- Bibliothèque nationale de France: cb149644655 (data)
- Stuttgart Database of Scientific Illustrators 1450–1950: 12959
- Gemeinsame Normdatei: 130054275
- International Standard Name Identifier: 0000 0001 1944 5438
- KulturNav: 1ad34868-e407-44b9-866e-1e1635b003e9
- Library of Congress Control Number: nr96027302
- National Gallery of Victoria: 5084
- Nederlandse Thesaurus van Auteursnamen: 070026343
- RKD-Nederlands Instituut voor Kunstgeschiedenis: 26569
- Istituto Centrale per il Catalogo Unico: NAPV071656
- SNAC: w661495h
- Système universitaire de documentation: 069530688
- Union List of Artist Names: 500031765
- Virtual International Authority File: 35552095
- WorldCat: E39PBJpV4kfRbthkfkbdBxxqwC